# Top Model (Scandinavia)
Top Model è un reality show basato sul concetto originale di America's Next Top Model. In Danimarca è stato messo in onda da TV3, mentre in Norvegia e in Svezia da Viasat.
Lo spettacolo è simile a quello americano; le aspiranti modelle sono portate a Parigi e competono per un contratto con un'agenzia di modelle, la Marilyn, e per un contratto con la L'Oréal.
 Dal 30 agosto al 16 novembre 2016 è andata in onda la quarta stagione, dedicata interamente ad aspiranti modelle dalla taglia 42 in su; per questo, il sottotitolo della stagione è "Top Model Curves". Novità rispetto alle precedenti edizioni: le concorrenti non gareggiavano inizialmente divise in base al Paese di appartenenza, ma vivevano insieme sin dal primo giorno.

## Edizioni
| Edizione | Messa in onda  | Vincitrice               | Seconde classificate                    | Altre concorrenti | Number of contestants | Destinazione internazionale |
| -------- | -------------- | ------------------------ | --------------------------------------- | --- | --------------------- | --------------------------- |
| 1        | Febbraio 2005  | Kine Bakke               | Elina Herbeck Nanna Schultz Christensen | Stine Mangaard Hansen, Madelene Lund & Kristin Rem Trehjørningen, Maja Ekberg & Henriette Stenbeck & Cecilie Madsen | 9                     | New York                    |
| 2        | Settembre 2005 | Frøydis Elvenes          | Anna Nørgaard Mikaela "Arwen" Bergström | Mikaela Källgren & Louise Falkenblad & Karin Santini, Tine Holm Riis & Kristine Øverby & Janni Juntunen | 9                     | Parigi                      |
| 3        | Febbraio 2006  | Freja Kjellberg Borchies | Anna Brændstrup Therese Haugsnes        | Sara Olsen & Cathrine Wenger, Florina Weisz, Sabina Karlsson & Mira Aanes Wolden & Camilla Schønberg | 9                     | Milano                      |
| 4        | 30 agosto 2016 | Ronja Manfredsson        | Malene Riis Sørensen                    | Janina Karlman, Martine Halvorsen (ritirata), Marlene "MC" Christiansen, Linda Selmoni, Anne-Mette Juel Tassing, Mette Elofsson, Charlotte Skogrand Bø, Guro Mangen, Helena Hem Thompson, Kathleen Ladani, Paulina Perger, Benedicte Isabell Haugaard, Lovisa Reuter, Maria Esbo, Jannie Nyquist Gefle, Aida Sowe | 18                    | Lisbona                     |